# Titularbistum Lamdia
Lamdia ist ein Titularbistum der römisch-katholischen Kirche.
Es geht zurück auf einen untergegangenen Bischofssitz in der gleichnamigen antiken Stadt, die in der römischen Provinz Mauretania Caesariensis (heute nördliches Algerien) lag.
| Titularbischöfe von Lamdia |                                 |                                                           |                   |                   |
| Nr.                        | Name                            | Amt                                                       | von               | bis               |
| 1                          | Santos Ubierna OP               | Apostolischer Vikar von Thái Binh (Französisch-Indochina) | 24. Februar 1942  | 15. April 1955    |
| 2                          | Germán Villa Gaviria CIM        | Weihbischof in Cartagena (Kolumbien)                      | 10. November 1956 | 3. Februar 1959   |
| 3                          | Evelio Díaz Cía                 | Weihbischof in San Cristóbal de la Habana (Kuba)          | 21. März 1959     | 14. November 1959 |
| 4                          | Bruno M. Pelaia                 | Koadjutorbischof von Tricarico (Italien)                  | 19. April 1960    | 10. Februar 1961  |
| 5                          | Luis Eduardo Henríquez Jiménez  | Weihbischof in Caracas, Santiago de Venezuela (Venezuela) | 12. Mai 1962      | 9. November 1972  |
| 6                          | Ángel Nicolás Acha Duarte       | Weihbischof in Villarrica (Paraguay)                      | 22. Dezember 1975 | 5. Juni 1978      |
| 7                          | José María Montes               | Weihbischof in La Plata (Argentinien)                     | 15. Juni 1978     | 19. Januar 1983   |
| 8                          | Baltazar Enrique Porras Cardozo | Weihbischof in Mérida (Venezuela)                         | 23. Juli 1983     | 30. Oktober 1991  |
| 9                          | Héctor Rubén Aguer              | Weihbischof in Buenos Aires (Argentinien)                 | 26. Februar 1992  | 26. Juni 1998     |
| 10                         | Jean Gagnon                     | Weihbischof in Québec (Kanada)                            | 4. Dezember 1998  | 15. November 2002 |
| 11                         | Simon-Pierre Saint-Hillien CSC  | Weihbischof in Port-au-Prince (Haiti)                     | 10. Dezember 2002 | 6. August 2009    |
| 12                         | Marian Eleganti OSB             | Weihbischof in Chur (Schweiz)                             | 7. Dezember 2009  |                   |